# Theranos
Theranos fue una corporación privada de tecnología sanitaria, promocionada inicialmente como una compañía puntera de tecnología, posteriormente famosa por sus falsas declaraciones de haber ideado un sistema de análisis de sangre que sólo requería una cantidad muy pequeña de sangre.  Fundada en 2003 por Elizabeth Holmes, de 19 años de edad, Theranos recaudó más de $700 millones de dólares por medio de fondos de inversión de capital riesgo y capitales privados. Alcanzó una valoración de $10 mil millones en su apogeo, durante 2013 y 2014. Los inversores y los medios de comunicación promocionaron el sistema de Theranos como un gran avance en el mercado de análisis de sangre y la industria de los laboratorios de diagnóstico, la cual registra ventas anuales de más de $ 72 mil millones en EE. UU. Theranos afirmó que su tecnología era revolucionaria, que sus pruebas requerían solo de 1/100 a 1/1000 de la cantidad de sangre que normalmente se necesitaría y que su costo era mucho menor que el de las pruebas existentes.
Un momento decisivo para la compañía fue en octubre del 2015, cuando el reportero de investigación John Carreyrou, de The Wall Street Journal, cuestionó la veracidad de la tecnología de Theranos. La compañía se enfrentó a una serie de pruebas legales y comerciales por parte de autoridades médicas, inversores, la Comisión de Bolsa y Valores (SEC), Centros de Servicios de Medicare y Medicaid (CMS), procuradores del estado, antiguos socios comerciales y pacientes, entre otros. En junio de 2016, se estimaba que el patrimonio neto personal de Holmes había caído de $4.5 mil millones de dólares a nada. La compañía estaba cerca de declararse en quiebra hasta que recibió una inversión de $100 millones por parte de Fortress Investment Group en 2017. En septiembre de 2018, la compañía cesó operaciones. 
En julio de 2016, Theranos recibió sanciones de los CMS, entre las que se encuentran la revocación de su certificado 
CLIA y la prohibición a Holmes (junto con otros oficiales pertenecientes a la compañía) de ser dueña de un laboratorio por un periodo de dos años. Theranos anunció que cerraría sus operaciones de laboratorio y centros de bienestar para trabajar en máquinas miniatura de pruebas médicas. En abril de 2017, Theranos afirmó que 
había llegado a un acuerdo de conciliación con CMS. Siguiendo las sanciones de CMS, la cadena farmacéutica Walgreens terminó su contrato con Theranos y 
presentó una demanda por incumplimientos de contrato continuos. La demanda fue resuelta fuera de la corte, con la compensación por parte de Theranos a Walgreens de una suma mucho menor a los $140 millones exigidos, reportada en alrededor de $30 millones.
El 14 de marzo de 2018, Theranos, Holmes y expresidente de la compañía Ramesh «Sunny» Balwani fueron acusados de «fraude masivo» por la SEC. Una sección de la denuncia dice que Holmes afirmó falsamente en 2014 que la compañía tenía ingresos anuales de $ 100 millones, mil veces más que la cifra real de $ 100,000. Theranos y Holmes acordaron resolver los cargos en su contra, con Holmes pagando una multa de $ 500,000, devolviendo los 18.9 millones de acciones restantes que tenía, abandonando su control de la compañía y siendo excluida de ser oficial o directora de cualquier compañía pública por diez años. Según el acuerdo, si se adquiriera o se liquidara Theranos, Holmes no sería beneficiaria de su propiedad hasta que se retornaran más de $ 750 millones a los inversionistas y otros accionistas principales. Theranos y Holmes no admitieron ni negaron las acusaciones en la denuncia de la SEC. Balwani consideró la acción como «injustificada». El 15 de junio de 2018, el Fiscal de los EE. UU. para el Distrito Norte de California anunció la acusación de Holmes por fraude electrónico y cargos de conspiración. Balwani también fue acusado de los mismos cargos.
Theranos dejó de operar el 31 de agosto de 2018, con su Asesor Jurídico y su nuevo Director Ejecutivo David Taylor, y algunos empleados de apoyo quedando en nómina por unos días más.
El 14 de marzo de 2018, Theranos, Holmes y el expresidente de la compañía Ramesh "Sunny" Balwani fueron acusados de fraude por la SEC. El 15 de junio de 2018, el Fiscal de Estados Unidos del Distrito Norte de California anunció la acusación de Holmes por fraude electrónico y cargos de conspiración. Balwani también fue acusado de los mismos cargos. El juicio estaba previsto que comenzara en agosto de 2020, pero se retrasó debido a la pandemia de COVID-19 y al embarazo de Holmes. El juicio de Holmes comenzó el 31 de agosto de 2021, mientras que el juicio de Balwani ha sido pospuesto hasta el 11 de enero de 2022. Holmes fue declarada culpable de cuatro cargos el 3 de enero de 2022.

## Historia
Mientras estudiaba en la Universidad de Stanford, Elizabeth Holmes tuvo la idea de desarrollar un parche portátil que pudiera ajustar la dosis de administración de medicamentos y notificar a los médicos las variables en la sangre de los pacientes. Ella comenzó a desarrollar dispositivos integrales para análisis de sangre y tuvo la idea de fundar una compañía que haría las pruebas más baratas, convenientes y accesibles para los consumidores. Holmes abandonó Stanford en 2003 y utilizó el fondo educativo otorgado por sus padres para fundar la compañía que más tarde se llamaría Theranos, derivada de una combinación de las palabras en inglés therapy («terapia») y diagnosis («diagnóstico»). Originalmente, el nombre de la compañía era Real-Time Cures («Curas en tiempo real»), que Holmes cambió luego de que muchas personas dudaran de la palabra «cura».

### Asociaciones
En 2012, la empresa Safeway invirtió $ 350 millones en la modernización de 800 ubicaciones con clínicas que ofrecerían análisis de sangre en tiendas. Sin embargo, después de muchos plazos incumplidos y resultados cuestionables de un ensayo realizado en las oficinas corporativas de Safeway, el acuerdo se canceló en 2015. En septiembre de 2013, Theranos se asoció con Walgreens para ofrecer análisis de sangre en la tiendas de más de 40 localizaciones. Walgreens anunció planes para expandir sus «centros de bienestar» en los Estados Unidos. Los análisis de sangre de Theranos se realizaron en pacientes de ensayos pertenecientes a las empresas farmacológicas GlaxoSmithKline y Pfizer. Cada compañía declaró que no tenía proyectos activos con Theranos en octubre de 2015. En noviembre de 2016, Walgreen Co. presentó una demanda contra Theranos en un tribunal federal de Delaware, por incumplimiento de contrato. Theranos informó a sus inversores el 21 de junio de 2017 que la demanda, que originalmente buscaba $ 140 millones en daños y perjuicios, fue resuelta por menos de $ 30 millones.
En marzo de 2015, la Clínica Cleveland anunció una asociación con Theranos para probar su tecnología a fin de disminuir el costo de las pruebas de laboratorio. Theranos se convirtió en el proveedor de análisis de laboratorio para las aseguradoras de Pensilvania AmeriHealth Caritas y Capital BlueCross en julio de 2015.
En julio de 2015, la Administración de Alimentos y Medicamentos aprobó el uso del dispositivo de análisis de sangre capilar de la compañía para el virus del herpes simple (VHS-1) fuera de un entorno de laboratorio clínico. Theranos fue galardonada con el premio a la Compañía de Biociencia del Año 2015 por AzBio.

### Exposición y declive
En octubre de 2015, John Carreyrou de The Wall Street Journal (WSJ) informó que Theranos estaba usando máquinas de análisis de sangre tradicionales para realizar sus pruebas en lugar de los dispositivos Edison de la compañía, y que las máquinas Edison de la compañía podrían proporcionar resultados inexactos.  Theranos afirmó que las acusaciones eran «objetiva y científicamente erróneas que basadas en afirmaciones sin fundamento de antiguos empleados descontentos sin experiencia y titulares de la industria». Walgreens suspendió los planes para expandir los centros de análisis de sangre en sus tiendas luego del informe. Asimismo, la Clínica Cleveland anunció que trabajaría para verificar la tecnología de Theranos. Theranos contraatacó la investigación del Journal y envió a los abogados a buscar fuentes en la historia para evitar que se proporcionara información a la prensa.
Una fuente clave para el informe de WSJ fue Tyler Shultz. Shultz fue empleado de Theranos de 2013 a 2014 y nieto del entonces director de Theranos, el ex Secretario de Estado de los Estados Unidos George P. Shultz. Tyler Shultz quien había intentado desviar las preocupaciones sobre las actividades de la compañía hacia su gerencia, y cuando eso falló, habló con Carreyrou, bajo un alias y reportó a la compañía ante el Departamento de Salud del Estado de Nueva York.
Como consecuencia del reporte de WSJ, se analizó con detalle la historia de las interacciones de la FDA con Theranos. La FDA había recibido una consulta formal para ver los dispositivos de análisis de sangre de Theranos por el Departamento de Defensa de los Estados Unidos en 2012 antes que estuvieran disponibles comercialmente y no requerían la aprobación de la FDA. Los informes de inspección de la FDA de 2014 y 2015 indicaron que los contenedores para la extracción de sangre «no fueron validados bajo condiciones de uso reales o simuladas» y «no fueron revisados y no fueron aprobados por las personas designadas previo su lanzamiento al mercado». La inspección de la FDA en 2015 dio lugar a múltiples observaciones de la FDA donde los inspectores observaron violaciones de los Reglamentos del Título 21 de la FDA. Después de la inspección, Theranos anunció que suspendería voluntariamente sus pruebas además de la prueba del virus del herpes simple (VHS-1) aprobada por la FDA.
El Departamento de Salud de Arizona reportó problemas con los reglamentos de la reunión del laboratorio de Scottsdale de la compañía en septiembre de 2015. Los informes en los que se documentaron estos problemas se revelaron en The Arizona Republic en noviembre de 2015.
En enero de 2016, los Centros de Servicios de Medicare y Medicaid (CMS) enviaron una carta a Theranos sobre una inspección realizada al laboratorio de Newark, California, en el otoño de 2015, informando que la instalación no «cumplía con los requisitos de certificado y los estándares de rendimiento» causando un «peligro inmediato para la salud y seguridad del paciente» debido a una prueba para determinar la dosis correcta de warfarina, un medicamento anticoagulante. Walgreens y Capital BlueCross anunciaron la suspensión de los análisis de sangre manejados por Theranos en el laboratorio de Newark.
En marzo de 2016, los reguladores de la CMS anunciaron planes para promulgar sanciones que incluían la suspensión de Holmes y Balwani de poseer u operar un laboratorio durante dos años además de revocar la licencia del laboratorio. La empresa no recibió dichas sanciones hasta julio.
En abril de 2016, Theranos fue objeto de una investigación criminal por parte de los fiscales federales y la SEC por pretender engañar a los inversores y funcionarios gubernamentales acerca de las propiedades de la tecnología. El caso ha sido considerado como «extremadamente inusual» por un ex asistente del abogado de Estados Unidos para el Departamento de Justicia.
En junio de 2016, el Comité de Energía y Comercio de la Cámara de Representantes de los Estados Unidos solicitaron información respecto a lo que Theranos hacía para corregir las inexactitudes en sus pruebas y el cumplimiento de las directrices federales.
En mayo de 2016, Theranos anunció que había anulado dos años de resultados de su dispositivo Edison. La compañía anunció que aproximadamente el 1 por ciento de los resultados de las pruebas se habían anulado o corregido desde que sus máquinas fueron patentadas en junio de 2016.
En julio de 2016, Theranos anunció que la CMS había revocado su certificado CLIA y había dictado sanciones que prohibían a sus propietarios y operadores poseer u operar un laboratorio durante dos años, la suspensión de la aprobación para recibir pagos de Medicare y Medicaid además de una multa monetaria civil. La compañía suspendió las pruebas realizadas en Newark al intentar resolver los problemas. Theranos anunció planes para apelar la decisión de los reguladores de revocar su licencia para operar un laboratorio en California junto con otras sanciones.
En agosto de 2016, la compañía retiró su solicitud para autorizar de emergencia una prueba de sangre del virus del Zika después que los inspectores federales descubrieran una falta de medidas de seguridad esenciales durante las pruebas realizadas.
En octubre de 2016, Theranos anunció que cerraría tanto sus operaciones de laboratorio como sus centros de bienestar y despediría a aproximadamente el 40 por ciento de su personal para trabajar en máquinas de pruebas médicas en miniatura.
En enero de 2017, Theranos anunció que había despedido al 41 por ciento de su fuerza laboral, o aproximadamente a 155 personas, y cerró su última instalación de análisis de sangre luego que el laboratorio fallara una segunda inspección reglamentaria de los EE. UU.
También ese mes, la compañía enfrentó demandas de varias entidades diferentes, incluyendo Walgreens y el fiscal general de Arizona Mark Brnovich.
En abril de 2017, los abogados de Partner Investments LP (PFM) y otros dos fondos, con ambos totalizando más de $ 96 millones en acciones de Theranos, acusaron a Theranos de haber amenazado con solicitar protección de la quiebra si los inversores no aceptaban aceptar capital accionario adicional en lugar de litigio. Los funcionarios de Theranos dijeron que los fondos caracterizaron erróneamente la oferta de intercambio, que se discutió antes de que se presentara la demanda. La demanda también alegó que Theranos Inc. había engañado a los directores de la compañía sobre sus prácticas relacionadas con las pruebas de laboratorio y había comprado en secreto equipos de laboratorio para realizar demostraciones falsas. El 1 de mayo de 2017, Theranos anunció que había alcanzado un acuerdo confidencial con Partner Fund Management LP. El Asesor Jurídico de Theranos, David Taylor, declaró:  «A Theranos le complace haber resuelto ambas demandas con PFM. Aunque confiamos en que hubiéramos prevalecido en el juicio, la resolución de estos dos casos permite que nuestra oferta de adquisición siga adelante y nos permita regresar a nuestro enfoque, que es ejecutar nuestros planes de negocios y entregar valores a nuestros accionistas». En abril de 2017, Theranos llegó a un acuerdo con CMS y acordó mantenerse al margen del análisis de sangre durante al menos dos años a cambio de sanciones reducidas, y firmó un decreto de consentimiento con el fiscal general de Arizona Mark Brnovich por violaciones de Ley de Fraude al Consumidor de Arizona (ACFA). Las supuestas violaciones incluyen publicidad engañosa y análisis de sangre inexactos. Theranos acordó reembolsar $ 4.65 millones a los residentes del estado para los servicios de análisis de sangre de Theranos, proporcionando un reembolso a cada residente que haya recibido una prueba, independientemente de si los resultados de la prueba se anularon o corrigieron.
En agosto de 2017, Theranos anunció que había llegado a un acuerdo con Walgreens.
En diciembre de 2017, Fortress Investment Group prestó $ 100 millones de dólares a Theranos. Según informes, Theranos había estado al borde de la quiebra, con el préstamo destinado a mantener a la empresa  en 2018. El préstamo fue garantizado para las patentes de Theranos. El 10 de abril de 2018, la compañía despidió a la mayoría de sus trabajadores en un intento de evitar la bancarrota. El número total de empleados de la compañía se redujo a menos de 25 empleados, después de tener 800 empleados en su punto máximo.
En marzo de 2018, la Comisión de Valores y Valores de EE. UU. Acusó a Theranos, a su Directora Ejecutiva Elizabeth Holmes y al expresidente Ramesh «Sunny» Balwani, alegando que habían participado en un «fraude elaborado de años» en el que «engañaron a sus inversores para que creyeran que su producto clave - un analizador de sangre portátil - podría realizar análisis de sangre completos con gotas de sangre». Holmes llegó a un acuerdo con la SEC, en el que se le exige pagar $ 500,000, perder 19 millones de acciones de la compañía y ser excluida de liderar en cualquier empresa pública durante diez años. Balwani no llegó a un acuerdo con la SEC.
El 15 de junio de 2018, Holmes y Balwani fueron acusados de múltiples cargos de fraude y conspiración. De acuerdo con la acusación, los inversionistas, los médicos y los pacientes fueron defraudados. Se alega que los acusados estaban al tanto de la falta de fiabilidad e inexactitud de sus productos, pero ocultaron esa información. Si son condenados, cada uno enfrenta una multa máxima de $250,000 y 20 años de prisión. El caso ha sido asignado a Lucy H. Koh, juez federal de los Estados Unidos del Tribunal de Distrito de los Estados Unidos para el Distrito del Norte de California.

### Cierre
El 4 de septiembre de 2018, Theranos anunció en un correo electrónico a sus inversionistas que cesaría sus operaciones, liberaría sus activos y el efectivo restante a los acreedores después de que todos los esfuerzos por encontrar un comprador no dieron resultados. La mayoría de los empleados restantes de la compañía fueron despedidos el viernes anterior, 31 de agosto. Sin embargo, el Asesor Jurídico de Theranos y nuevo Director Ejecutivo David Taylor, junto con algunos miembros del personal de apoyo, permaneció en la nómina por unos días más. The Wall Street Journal informó que cualquier inversión de capital en la empresa resultó inútil como consecuencia del cierre.

## Tecnología y productos
Theranos afirmó haber desarrollado dispositivos para automatizar y miniaturizar los análisis de sangre utilizando volúmenes de sangre microscópicos. Theranos bautizó a su recipiente de recolección de sangre como «nanotainer» y a su máquina de análisis «Edison». La tecnología fue criticada por no ser revisada por pares. Theranos afirmó tener datos que verificaban la precisión y confiabilidad de sus pruebas que serían publicadas. En febrero de 2016, Theranos anunció que permitiría a la Clínica Cleveland completar un estudio de validación de su tecnología. En marzo de 2016, un estudio realizado por 13 científicos apareció en el Journal of Clinical Investigation, donde se indicó que los resultados de los análisis de sangre de la compañía se marcaron «fuera de su rango normal 1,6 veces más que otros servicios de pruebas», que el 68 por ciento de los laboratorios las mediciones evaluadas «mostraron una variabilidad interservicio significativa» y que los «resultados de las pruebas de perfil lipídico entre Theranos y otros servicios clínicos» fueron «no equivalentes». En agosto de 2016, la compañía presentó una nueva unidad robótica de análisis de sangre capilar llamada «miniLab» en la reunión anual de la Asociación Americana de Química Clínica en 2016, pero no presentó ningún dato que respaldara las capacidades declaradas del dispositivo.

## En libros y documentales
John Carreyrou, el reportero de The Wall Street Journal cuyo trabajo expuso a Theranos, publicó un libro en mayo de 2018 titulado Bad Blood: Secrets and Lies in a Silicon Valley Startup. Para junio de 2016, una adaptación cinematográfica estaba planeándose en la que protagonizaba Jennifer Lawrence como Elizabeth Holmes, escrita por Vanessa Taylor y dirigida por Adam McKay.
En enero de 2019, ABC News Nightline publicó un pódcast y documental sobre la historia de Holmes llamado The Dropout.
Alex Gibney creó un documental titulado The Inventor: Out for Blood in Silicon Valley sobre Holmes y Theranos, el cual hizo su debut oficial en el Festival de Cine de Sundance en Park City, Utah el 24 de enero de 2019.
The Dropout es una miniserie estadounidense de drama creada por Elizabeth Meriwether, basada en el podcast The Dropout presentado por Rebecca Jarvis y producido por ABC News. Protagonizada por Amanda Seyfried como la empresaria de la biotecnología caída en desgracia Elizabeth Holmes, se estrenó en la plataforma de streaming Hulu el 3 de marzo de 2022.
El capítulo 4 de la temporada 35 de Los Simpsons parodia el escándolo de Theranos. Persephone Odair, el personaje que parodia a Holmes, es interpretado por Elizabeth Banks.